# Bình nguyên Đông Bắc
Bình nguyên Đông Bắc (giản thể: 东北平原; phồn thể: 東北平原; bính âm: Dōngběi Píngyuán) nằm giữa các dãy Đại Hưng An, Tiểu Hưng An và Trường Bạch tại Đông Bắc Trung Quốc. Đồng bằng mở rộng theo chiều bắc-nam là khoảng 1000 km, chiều đông-tây là khoảng 400 km, diện tích đạt 350.000 km², là bình nguyên lớn nhất Trung Quốc. Bình nguyên chủ yếu do Liêu Hà và Tùng Hoa tạo thành, vì thế từng có tên cũ là bình nguyên Tùng-Liêu. Bình nguyên Đông Bắc có thể phân thành ba bộ phận:
- Đông Bắc Bộ: chủ yếu là do trầm tích của Hắc Long Giang, Tùng Hoa Giang và Ô Tô Lý Giang tạo thành "Tam Giang bình nguyên".
- Nam Bộ: chủ yếu do trầm tích của Liêu Hà, tạo thành đồng bằng Liêu Hà
- Trung Bộ: Do trầm tích của Tùng Hoa Giang và Nộn Giang tạo thành, còn gọi là "Tùng Nộn bình nguyên".

Đồng bằng Đông Bắc có lớp đất dày, phì nhiêu, đất canh tác rộng rãi và là một khu vực sản xuất lương thực chủ yếu của Trung Quốc. Sau khi thành lập Cộng hòa Nhân dân Trung Hoa, nhiều quân nhân, tri thức trẻ và cán bộ nòng cốt đã tham gia vào chương trình "Bắc Đại Hoang" của chính quyền, di cư lên Đông Bắc để khai hoang hay cải tạo đất đầm lầy.